# Марянув (гміна Ґловачув)
Марянув (пол. Marianów) — село в Польщі, у гміні Ґловачув Козеницького повіту Мазовецького воєводства.
Населення — 336 осіб (2011).
У 1975-1998 роках село належало до Радомського воєводства.

## Демографія
Демографічна структура станом на 31 березня 2011 року:
|          | Загалом | Допрацездатний вік | Працездатний вік | Постпрацездатний вік |
| -------- | ------- | ------------------ | ---------------- | -------------------- |
| Чоловіки | 173     | 32                 | 113              | 28                   |
| Жінки    | 163     | 30                 | 84               | 49                   |
| Разом    | 336     | 62                 | 197              | 77                   |